# Pinkaradweg
Der Pinkaradweg „B54“ ist ein 31 Kilometer langer Radrundweg im Südburgenland. Er wurde 2005 eröffnet und führt von Oberwart über die Orte Riedlingsdorf, Pinkafeld, Wiesfleck, Willersdorf, Oberschützen und Unterschützen zurück nach Oberwart.
In einer Variante ist Start und Ziel der Rundfahrt Bad Tatzmannsdorf, das man über ein Anschlussteilstück des Pinkaradweges verlässt bzw. erreicht. Dieser Verbindungsweg mündet zwischen Unterschützen und Oberwart in den Rundkurs. Durch diese Erweiterung erhält der Pinkaradweg eine Länge von 37 Kilometern.
Zwischen Unterschützen und Oberwart gibt es die Möglichkeit auf den Vier-Jahreszeiten-Radweg wechseln.

## Sehenswertes entlang der Strecke
- Schul- und Fassbindermuseum in Willersdorf
- Fischteich bei Riedlingsdorf
- Kulturzentrum Oberschützen
- Pranger in Pinkafeld